# 金雁橋
金雁橋是位於四川省德陽市雒城街道北鴨子河上的一座橋樑。建安十七年（公元212年）劉備自葭萌關南下，擊退了张任、刘璝、冷苞等率領的精銳川兵，並包圍了雒城。建安十九年（公元214年），雒城被攻破，在雁桥之战中，張任被生擒。刘备想招降他，但是张任厲聲說：“老臣终不复事二主矣。”于是劉備全其忠義，將他斬首並葬於金雁橋旁。
《三國演義》中記載，張任在此同張飛交戰，但是當地的傳說則是說張任在此同黃忠交戰。